# Johann Bergl
Jan Václav Bergl (23. září 1719, Dvůr Králové nad Labem – 15. ledna 1789, Vídeň) byl český malíř.

## Život
Narozen v domě pod Hoření bránou (dům později zbořen, dnes parkovací místo). Pokřtěn byl v den narození v kostele sv. Jana Křtitele ve Dvoře Králové nad Labem. Studoval Malířskou akademii ve Vídni a byl ovlivněn benátským ilusionismem. Jeho učitelem byl uznávaný malíř Paul Troger (Pavel Troger), který měl na Bergla velký vliv. Další významný malíř pozdního baroka byl i jeho spolužák a blízký přítel Franz Anton Maulbertsch (František Antonín Maulbertsch). Jan Václav Bergl namaloval tři cykly Křížové cesty: v klášterním kapucínském kostele v Opočně, kostele sv. Jana Křtitele ve Dvoře Králové a v kostele Nanebevzetí Panny Marie v Orlici (Letohrad, rok 2009, rok 2011). Obrazy v Letohradě mají rozměr 209 x 140 cm. Jeho díla ozdobila kostely, kláštery a zámky nejen ve Vídni a Budapešti. Stal se vyhlášeným umělcem a dvorním malířem Marie Terezie.
Pro kostel sv. Jana Křtitele ve svém rodném městě Dvůr Králové nad Labem vytvořil v roce 1759 cyklus čtrnácti obrazů křížové cesty. Sám se zobrazil na 13. zastavení „Ježíšovo tělo sňato z kříže“ jako Josef z Arimatie (muž v hnědém rouchu u Ježíšových nohou). Obrazy křížové cesty jsou největšími olejomalbami, které za svůj život vytvořil. Mají rozměr 245 × 160 cm. Barokní obrazy křížové cesty ve Dvoře Králové byly při regotizaci kostela darovány 20. května 1893 děkanem Josefem Beranem sochaři Antonínu Suchardovi z Nové Paky. 4. ledna 1913 prodali Suchardovi potomci obrazy křížové cesty městu. Tím byly zachráněny, protože v době regotizace se barokní obrazy do gotického kostela „nehodily“. V letech 1994–1997 byla křížová cesta zrestaurována a v roce 1998 vystavena jako samostatná expozice v Městském muzeu ve Dvoře Králové, v areálu Kohoutova dvora.

## Ocenění
V roce 2019 mu bylo in memoriam uděleno čestné občanství města Dvora Králové nad Labem, kde se narodil.

## Galerie

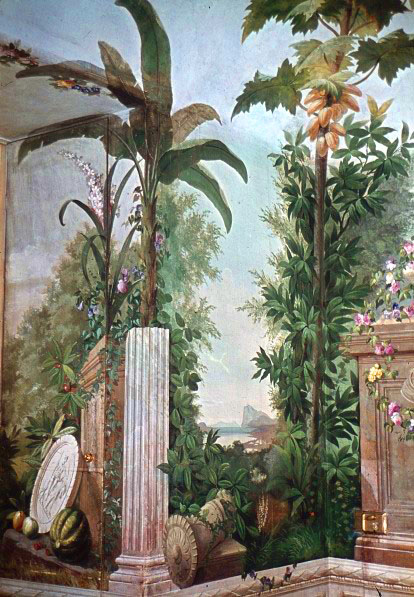
Johann Bergl - Illusionistische Landschaften mit exotischen Tieren und Pflanzen
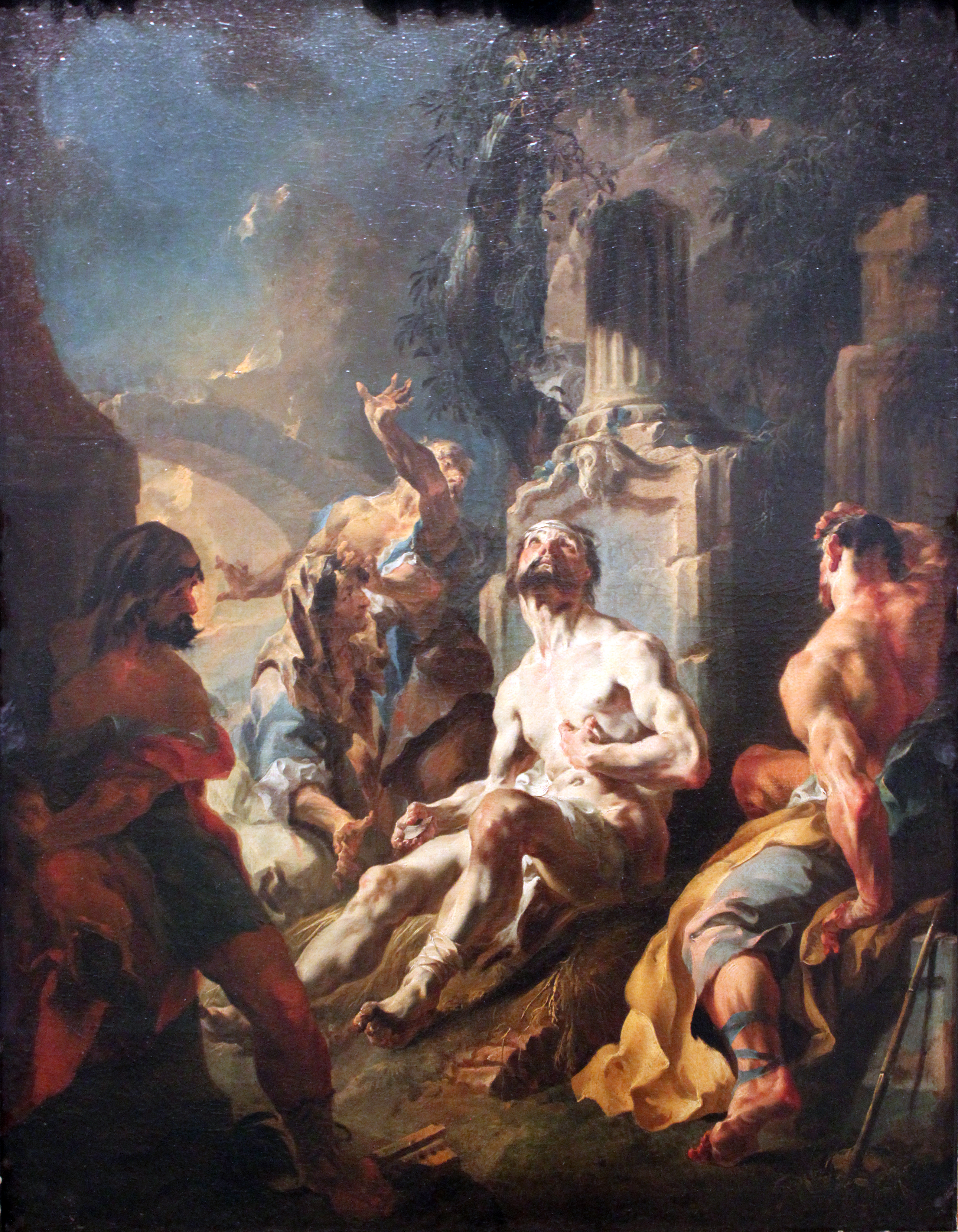
Johann Bergl - Job on the Dung Heap (1752)
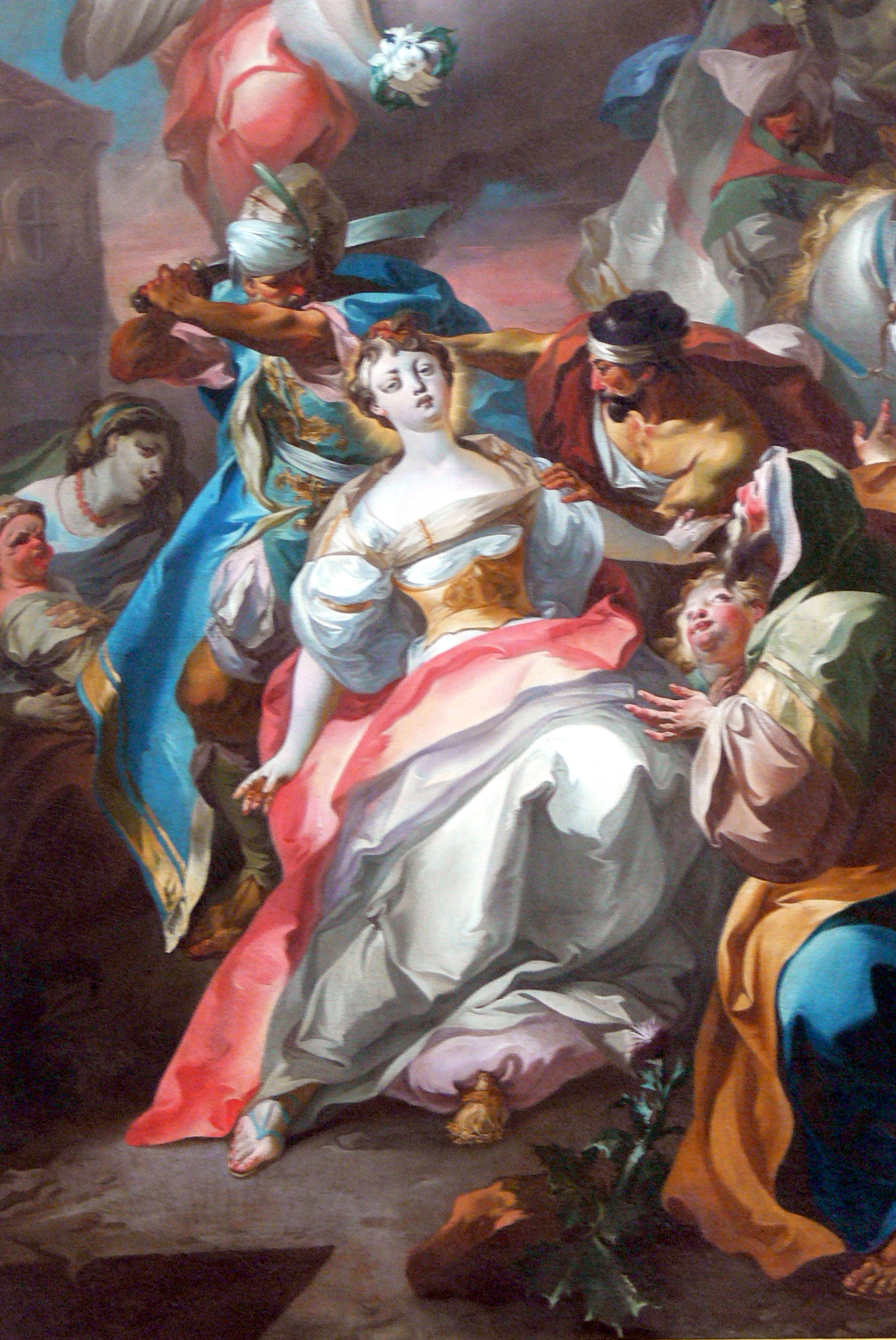
Johann Bergl – Altar of Saint Barbara (1765)